# آگست کورپوریشن
آگست کورپوریشن (انگلیسی: August) شرکت بازی ویدئویی ژاپنی است، که در سال ۲۰۰۱ تأسیس شد. این شرکت بازی سازی در صنعت بازی ویدئویی فعال است. دفتر مرکزی آگست کورپوریشن در کشور ژاپن قرار دارد. 